# Aurubis
Aurubis AG (voorheen bekend als Norddeutsche Affinerie AG) is een Duitse metaalverwerker actief in de non-ferro industrie en een van de grootste koperrecyclers in de wereld.

## Geschiedenis

### Ontstaan
Aurubis is ontstaan uit verschillende fusies van andere bedrijven. De vroegst bekende voorganger is het bedrijf Beit, Marcus und Salomon, Gold- und Silberscheider, dat in 1783 voor het eerst werd genoemd in de Hamburgse Kaufmannsalmanach. Dit bedrijf smolt aanvankelijk munten en edelmetaallegeringen. Na verloop van tijd verschoof de productie naar het smelten van ertsen. Nadat Hamburgse reders rond 1830 op de terugreizen van hun emigrantenschepen kopererts uit Noord- en Zuid-Amerika begonnen mee te nemen, ontstond er een lucratieve markt. In 1846 nam Joh. Ces. Godeffroy & Sohn onder Cesar Godeffroy (1813-1885) een belang in Beit, Marcus und Salomon, Gold- und Silberscheider onder Ferdinand Beit (1817-1870). De joint venture werd Elbkupferwerk genoemd. Het verwerkte koperertsen die door eigen en buitenlandse schepen uit Zuid-Amerika, voornamelijk uit Chili, in de haven van Hamburg werden aangeland.
De economische opleving leidde in 1856 tot de oprichting van de Elbhütten-Affinier- und Handelsgesellschaft waarbij Elbkupferwerk en Beit'sche Stammwerk een bedrijf van Marcus Beit werden samengevoegd. Dit laatste bedrijf produceerde ongeveer 3000 ton koper per jaar. Nadat de Norddeutsche Bank het Beit'sche Stammwerk had overgenomen, richtte het op 28 april 1866 de Norddeutsche Affinerie AG op. Norddeutsche Affinerie produceert al sinds 1910 koper op de Peute, een industrieterrein in Hamburg-Veddel. De productiefaciliteiten nemen een groot deel van het industrieterrein in beslag.

### Tweede Wereldoorlog
Nadat de nationaalsocialisten aan de macht waren gekomen, werden drie leden uit de raad van bestuur van Joodse afkomst - Richard Merton, Julius Levisohn en Heinrich Wohlwill - gedwongen ontslag te nemen. Norddeutsche Affinerie beleefde in deze jaren een enorme economische bloei: vlak voor het uitbreken van de Tweede Wereldoorlog produceerde het bedrijf de helft van het Duitse koperverbruik en had het ongeveer 1450 mensen in dienst. Vanaf 1940 was Norddeutsche Affinerie betrokken bij de verwerking van geroofd goud dat in het kader van de Leihhausaktion-campagne was afgeperst van Joodse eigenaars. Een jaar eerder hadden Wilhelm Avieny van Metallgesellschaft en Hermann Schlosser van Degussa al leidinggevende posities in de raad van commissarissen ingenomen, twee personen die nauw verbonden waren met de nationaalsocialistische politiek. Tijdens de oorlog was Norddeutsche Affinerie een belangrijke leverancier voor de munitie-industrie en maakte gebruik van dwangarbeid. Op het hoogtepunt in juli 1944 waren 806 van de in totaal ongeveer 1900 werknemers dwangarbeiders.

### Na het jaar 2000
Prymetall werd in 2002 overgenomen; voorheen exploiteerde Prymetall samen met Wieland-Werke een kopervoorwalserij in Stolberg. In mei 2007 werd Aurubis betrokken bij de kolengestookte elektriciteitscentrale Moorburg, die Vattenfall Europe in Hamburg-Moorburg. In februari 2008 nam Norddeutsche Affinerie 91% van de Belgische koperverwerker Cumerio over na een lang geschil met A-Tec Industries. In april 2008 werd de volledige overname van Cumerio afgerond.
In februari 2009 besloot de jaarlijkse algemene vergadering van Norddeutsche Affinerie AG om de naam van de onderneming met ingang van 1 april 2009 te wijzigen in Aurubis AG. De naam Aurubis werd gekozen als verwijzing naar de Latijnse woorden voor goud en rood om het belang van koper als een metaal van uitzonderlijke waarde te benadrukken ("rood goud"). Het bedrijfslogo bleef echter ongewijzigd. Tegelijkertijd veranderde Prymetall GmbH & Co. KG haar naam in Aurubis Stolberg GmbH & Co. KG.
Aurubis voltooide de overname van de voormalige Luvata divisie gewalste producten in 2011. Aurubis beschikte toen over zestien productievestigingen, vier servicecentra en een uitgebreid distributiesysteem voor koperproducten. Op 6 februari 2019 verbood de Europese Commissie de geplande overname van de divisie Rolled Products van Aurubis en de joint venture Schwermetall Halbzeugwerk door de Wieland Group, gevestigd in Ulm, op grond van de fusiecontrole. De commissaris voor Mededinging in de Europese Unie, Margrethe Vestager, is van mening dat de fusie de concurrentie zou verminderen en de prijzen zou opdrijven voor de gewalste koperproducten die door Europese fabrikanten worden gebruikt. In juni 2020 voltooide Aurubis de overname van de Belgisch-Spaanse Metallo Group voor € 380 miljoen.
In 2022 werd een deel van de divisie gewalste platte producten verkocht aan KME SE. De verkoop omvatte de vestigingen in Zutphen (Nederland) en de slittingcentra in Birmingham (VK), Dolný Kubín (Slowakije) en Mortara (Italië) met in totaal ongeveer 360 werknemers.
In juni 2023 werd bekend dat Aurubis jarenlang systematisch en op grote schaal beroofd zou zijn door werknemers en onderaannemers. De vorige leden van de Raad van Bestuur, met uitzondering van Inge Hofkens, die pas in 2023 werd benoemd, moesten aftreden.

## Beurs
Aurubis aandelen zijn genoteerd in het Prime Standard segment van Deutsche Börse en zijn opgenomen in de MDAX, HDAX, CDAX, STOXX Europe 600 en Global Challenges Index (GCX) beursindexen. De grootste aandeelhouder is de Duitse metaalproducent Salzgitter AG (30%).

## Bedrijfsonderdelen

### Belangrijkste onderdelen
- Aurubus Olen; Olen, België
  - Aurubus Finland; Pori, Finland
  - Aurubus Holding USA LLC; Buffalo, Verenigde Staten
    - Aurubus Buffalo Inc.; Buffalo, Verenigde Staten
    - Aurubis Richmond LLC; Augusta, Verenigde Staten

  - Aurubis Holding Sweden AB; Stockholm, Zweden
    - Aurubis Sweden AB; Finspång, Zweden
- Cumerio Austria GmbH; Wenen, Oostenrijk
  - Aurubus Bulgaria AD; Pirdop, Bulgarije
  - Aurubus Engeneering EAD; Sofia, Bulgarije
- Aurubus Italia Srl; Avellino, Italië
- Aurubus Stollberg GmbH & Co. KG; Stolberg, Duitsland
- Peute Baustoff GmbH; Hamburg, Duitsland
- RETORTE GmbH Selenium Chemicals & Metals; Röthenbach an der Pegnitz, Duitsland
- E.R.N. Elektro-Recycling NORD GmbH; Hamburg, Duitsland
- Aurubis Product Sales GmbH; Hamburg, Duitsland
- Deutsche Giessdraht GmbH; Emmerik, Duitsland
- Metallo Group Holding NV; Beerse, België
  - Aurubis Beerse NV; Beerse, België
    - Aurubis Berango S.L.U., Berango, Spanje

### Overig
Aurubis heeft nog vestigingen en onderdelen in Berlijn, Stockholm, Hongkong, Shanghai, Istanbul, Brazilië en participatie in Librec AG, Schwermetall Halbzeugwerk GmbH & Co. KG en Cablo GmbH.